# Skarresø Kirke
Skarresø Kirke er en kirke opført i 1200-tallet i den lille landsby Skarresø på Djursland.
Det er en senromansk teglstensbygning med senere våbenhus i syd og tårn i vest. Langmuren på den oprindelige bygning har endelisener, der foroven sammenbindes af et kvartrundt led. På korets nordside er der bevaret en skråkantet sokkel, og over den en række halvrunde søjlestave.
Her ses også den gamle kvindedør og stikket efter et oprindeligt rundbuet vindue. Kirken fik en omfattende istandsættelse i 1773, hvor den bl.a. fik karnisgesims og skalkede tage. Det var sikkert også her tårn og våbenhus kom til.